# さいたま市立日進中学校
さいたま市立日進中学校（さいたましりつ にっしんちゅうがっこう）は、埼玉県さいたま市北区にある公立中学校。

## 沿革
- 1947年4月1日 - 大宮市立第三中学校として設立
- 1949年4月1日 - 大宮市立日進中学校に改称
- 1957年10月27日 - 校訓・校歌制定
- 1973年 8月 - 男子バスケットボール部が全国中学校バスケットボール大会にて優勝
- 1979年4月1日 - 大宮市立宮前中学校を分離
- 2001年5月1日 - 浦和市、与野市との合併に伴いさいたま市立日進中学校に改称

## 交通
- JR川越線日進駅下車徒歩15分
- ニューシャトル鉄道博物館（大成）駅下車徒歩10分

## 同校出身の有名人
- 小柳ゆき（歌手）
- 松井友香（タレント）
- 遠近由美子（タレント）